# Duarte Moreira

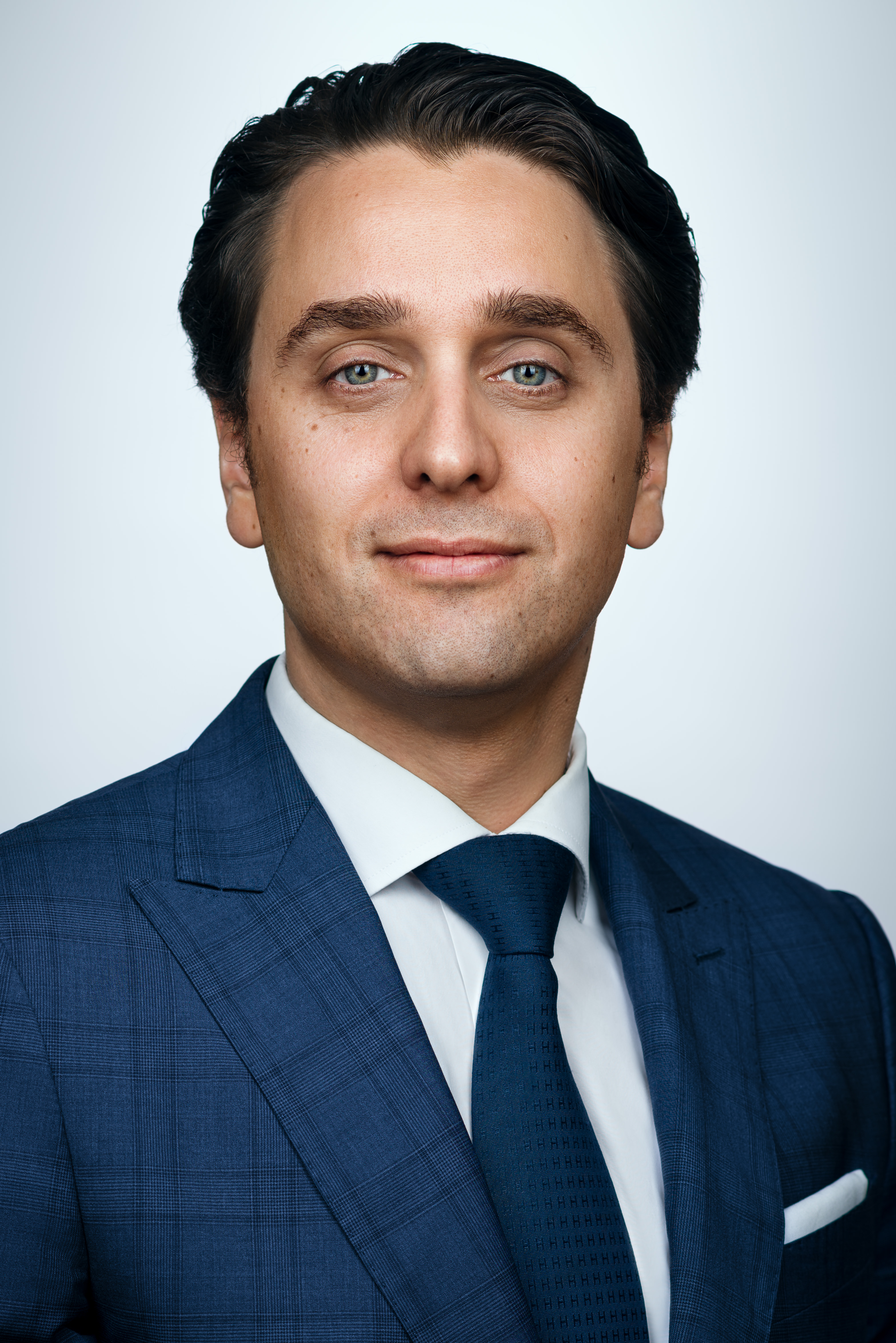
Duarte Moreira

Duarte Luis Lima Constantino Moreira (geboren am 23. September 1982) ist ein portugiesischer und schweizerischer Investor und Unternehmer. Er ist Mitbegründer und CEO der Zeno Partners Group, Verwaltungsratspräsident der Tellco Bank SA und Verwaltungsratspräsident der Vangest Group. In den Jahren 2023 und 2024 nahm er an der 69. Ausgabe des Bilderberg-Treffens und an der 70. Ausgabe des Bilderberg-Treffens teil, bei dem jedes Jahr einige der einflussreichsten Persönlichkeiten der westlichen Welt zusammenkommen.

## Biografie
Duarte Moreira wuchs in Barcelos, Portugal auf. Er besuchte lokale Schulen und schloss seine Sekundarschulausbildung in der 11. Klasse ab, ohne die 12. Klasse besucht zu haben. Anschließend studierte er Rechtswissenschaften, Finanzwesen und Management in Portugal und im Vereinigten Königreich.

## Wirken
Duarte Moreira begann seine Karriere als Investor im Bereich Risikokapital und Private Equity im Jahr 2007.
Im Januar 2016 gründete er zusammen mit seinem Kollegen und langjährigen Freund Christopher Kile die private Investmentgruppe Zeno Partners mit Sitz in Genf.
Zeno Partners wurde 2016 gegründet und verwaltet heute 6 Investmentfonds und kontrolliert Vermögenswerte in Milliardenhöhe.
Im Jahr 2019 wurde er Direktor der Vangest-Gruppe, einem 1986 in Portugal gegründeten Industriekonzern, bevor er 2020 Vorsitzender des Verwaltungsrats wurde.
Im Juli 2022 wurde er Vorsitzender des Verwaltungsrats der Tellco-Gruppe, einer 2002 gegründeten Schweizer Finanzgruppe, die sich auf die Verwaltung von Pensionskassen spezialisiert hat. Er ist außerdem Vorsitzender des Verwaltungsrats der Tellco Bank, einer Bank (die 2017 von der Tellco-Gruppe übernommen wurde), die mit einem verwalteten Vermögen von 9 Milliarden eines der größten unabhängigen Portfolios von Pensionskassenvermögen in der Schweiz verwaltet. Er ist außerdem Verwaltungsratsmitglied der Tellco Immobilien, einer Tochtergesellschaft der Tellco-Gruppe, die Immobilienvermögen in der Schweiz in Höhe von 1,9 Milliarden verwaltet.
Im Dezember 2023 wurde er in Bloomberg vorgestellt, da seine Firma Zeno Partners zusammen mit Warburg Pincus angeblich ein Angebot in Höhe von 6 Mrd. Euro für Altice Portugal unterbreitet hatte.

## Privates
Duarte Moreira ist verheiratet und hat zwei Kinder. Derzeit lebt er mit seiner Familie in Genf in der Schweiz. Er spielt gerne Schach und Tennis.

## Sonstiges
Duarte Moreira hat einen MBA-Abschluss der Warwick Business School der University of Warwick, Großbritannien.
In den Jahren 2023 und 2024 nahm er an der 69. und 70. Bilderberg-Konferenz teil. Seit dem ersten Treffen der Bilderberg-Gruppe im Jahr 1954 gehört er zu den jüngsten Portugiesen oder Schweizern, die jemals an dem Treffen teilgenommen haben